# Mustafa Moin

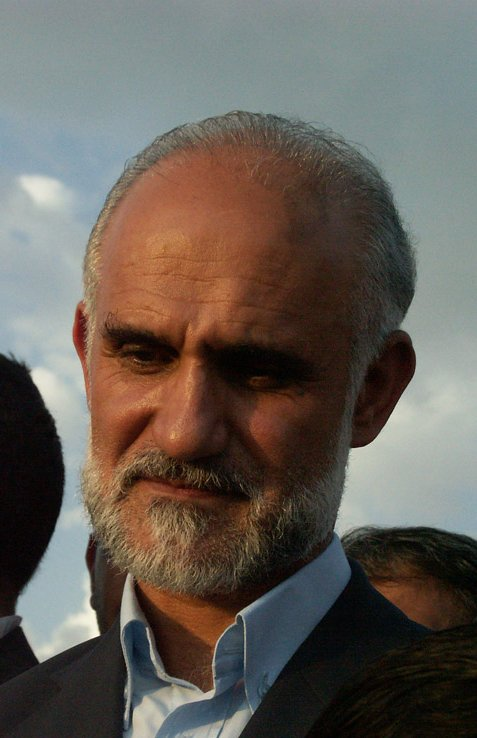
Dr Mustafa Moin

Mustafa Moin (ur. 1 kwietnia 1951) – irański polityk i profesor pediatrii, były minister i kandydat w wyborach prezydenckich w 2005. 

## Życiorys
Mustafa Moin urodził się w 1951 w mieście Najafabad. W wieku 18 lat rozpoczął studia medyczne na Uniwersytecie w Sziraz. W 1979 po rewolucji islamskiej, został rektorem Uniwersytetu w Sziraz. W 1982 został wybrany do irańskiego parlamentu (Madżlis) jako reprezentant Sziraz. 
W gabinecie prezydenta Rafsandżaniego pełnił funkcję ministra kultury i szkolnictwa wyższego (1989–1993). W okresie prezydentury Mohammada Chatamiego również zajmował stanowisko ministra kultury i szkolnictwa wyższego (1997–2000) oraz ministra nauki, badań i technologii (2000–2003). Zrezygnował z urzędu w lipcu 1999 po manifestacjach studenckich, w proteście przeciwko napaści policji i członków ultrareligijnych bojówek na akademik Uniwersytetu Teherańskiego. 
29 grudnia 2004 Moin zdecydował się wystartować w wyborach prezydenckich w 2005 jako kandydat Frontu Islamskiego Iranu. W wyborach w czerwcu 2005 uzyskał 13,93% głosów poparcia, zajmując 4. miejsce. 
Mustafa Moin jest jednym z czołowych irańskich naukowców w dziedzinie pediatrii, immunologii oraz alergologii. Obecnie jest dyrektorem centrum badawczego działającego przy szkole medycznej w Teheranie.